# Aeroporto Internacional de Petrolina
O Aeroporto de Petrolina / Senador Nilo Coelho (IATA: PNZ - ICAO: SBPL) é um aeroporto internacional localizado município de Petrolina, no interior do estado brasileiro de Pernambuco. Está situado a 10 km do centro de Petrolina, a 15 km do centro de Juazeiro na Bahia e a aproximadamente 300 km do Parque Nacional Serra da Capivara no Piauí.
Possui a maior pista de aterrissagem do Nordeste, com 3.250 metros de comprimento por 45 metros de largura. Se firma como um dos principais do Nordeste, impulsionado pela produção do Vale do São Francisco, maior exportador de frutas do Brasil e responsável pela maior taxa de crescimento econômico da Região.
O Aeroporto de Petrolina vem se firmando como um dos principais do Nordeste, impulsionado pela produção do Vale do São Francisco, maior exportador de frutas do Brasil e responsável pela maior taxa de crescimento econômico da região. O turismo de negócios, de lazer e ecológico cresce ano a ano e agora os excelentes vinhos da região também estão atraindo visitantes e produtores de outros locais. Moderno e com capacidade para receber até um milhão de passageiros por ano, o aeroporto atende cerca de 50 municípios próximos dos estados de Pernambuco, Bahia e Piauí.

## História
O tráfego aéreo em Petrolina iniciou-se no dia 16 de fevereiro de 1933, com a inauguração do primeiro campo de pouso da cidade e o pouso do primeiro avião do Correio Aéreo Militar – CAM, um Waco. Em 28 de março de 1941 iniciou-se a operação do trecho Rio de Janeiro / Bom Jesus da Lapa / Petrolina / Recife, realizada com uma aeronave Beechcraft 18, pela empresa NAB – Navegação Aérea Brasileira, fundada em 1939 como uma empresa pública em concorrência direta ao Syndicato Condor e Pan Am / Panair do Brasil, sendo suas operações encerradas em março de 1948. A Navegação Aérea em Petrolina iniciou-se quando em 1958 o Ministério da Aeronáutica assumiu a responsabilidade dos encargos de manutenção e conservação do terminal de passageiros, pátio de estacionamento e pista de pouso, construídos pela Superintendência do Vale do São Francisco – SUVALE), que localizavam-se na Praça Santos Dumont, no centro da Cidade de Petrolina.
O antigo aeroporto ficara ilhado no centro da cidade, pelo desenvolvimento desordenado da malha urbana e a sua operação se tornara inviável pelo alto grau de insegurança atingido, tal era a frequência de invasões de animais e pessoas que cruzavam a pista de pouso. Diante da situação agravante, em 1978 foram iniciadas as obras do novo Aeroporto de Petrolina, sendo as mesmas concluídas no final do ano seguinte, permanecendo inativo até 1981.
Em 28 de outubro de 1981 o Aeroporto foi oficialmente inaugurado e foi também realizada a transferência de jurisdição do Aeroporto de Petrolina, do Segundo Comando Aéreo Regional para a Empresa Brasileira de Infraestrutura Aeroportuária, na forma da Portaria nº 1363/GM-5, de 27 de outubro de 1981 e Ato Administrativo nº 328/INFRAERO/81, de 27 de outubro de 1981, sendo o Serviço de Informação de Voo de Aeródromo - AFIS realizado pela empresa Telecomunicações Aeronáuticas S/A – TASA, sociedade de economia mista, vinculada ao Ministério da Aeronáutica.
Em 21 de junho de 1984 foi iniciada a linha comercial com aviões de grande porte, como o Boeing 737, ligando quatro vezes por semana, Petrolina a Recife, São Paulo, Brasília, Belo Horizonte e Rio de Janeiro, encerrando uma época de operações apenas de pequenos aviões particulares e uma frequência diária dos Bandeirantes da Nordeste Linhas Aéreas Regionais, ligando Petrolina a Salvador e Recife.
A partir de 29 de fevereiro de 1996, a Telecomunicações Aeronáuticas S/A - TASA foi incorporada pela Empresa Brasileira de Infraestrutura Aeroportuária – INFRAERO, conforme Decreto Presidencial nº 1.691, de 1 de novembro de 1995.
No ano de 2000, através da Portaria nº 95/CG-5, de 17 de fevereiro de 2000, o Aeroporto de Petrolina foi habilitado para o tráfego aéreo internacional de cargas.
Pela Lei nº 10.505, de 8 de julho de 2002, o Aeroporto de Petrolina passa a denominar-se "Aeroporto de Petrolina – Senador Nilo Coelho".
Em 2004 passou por uma reforma no terminal de passageiros, passando para 2.027 m2 com capacidade para receber 150.000 passageiros anuais, reforço e ampliação do pátio de manobras, que permitiram melhor qualidade do reforço asfáltico da pista e do pátio de aeronaves, ampliado para 16.406 m², com cinco posições de estacionamento para aviões de grande porte e com dez posições no total e ampliação da pista de pouso e decolagem, passando para 3.250 metros de comprimento por 45 metros de largura permitindo a operação de aeronaves de grande porte como o Boeing 747-400.
Em 21 de setembro de 2017 foi publicado no Diário Oficial da União a portaria Anac nº 3.172 de 15/09/2017, que trata da Certificação Operacional do Aeroporto de Senador Nilo Coelho, concedendo autorização de operações com o Boeing 747-8F em Petrolina. 

## Linha do Tempo

### 1932
Em 1932 vários aeroportos foram construídos para dar apoio ao Correio Aéreo Militar, em especial entre as cidades do Rio de Janeiro e Fortaleza. Petrolina se antecipou oferecendo o local para a construção de um campo de pouso e a prefeitura deu início às obras.

### 1933
No dia 16 de fevereiro de 1933 foi inaugurado oficialmente o aeroporto, com a aterrissagem do primeiro avião do correio Aéreo Militar, um Waco, pilotado pelo Tenente Nelson Lavanery Wanderley.

### 1941
Em 28 de março de 1941 iniciou-se a operação do trecho Rio de Janeiro – Bom Jesus da Lapa – Petrolina – Recife, realizada com uma aeronave Beechcraft 18, pela empresa Navegação Aérea Brasileira – NAB.

### 1958
O Ministério da Aeronáutica assumiu, em 1958, a responsabilidade dos encargos de manutenção e conservação e o modesto aeroporto continuava cumprindo sua finalidade, até que a urbanização dinâmica e desordenada foi envolvendo-o e deixando-o bem no coração da cidade. Tornou-se imperativo sob o ponto de vista operacional e de segurança mudar o local do aeroporto.

### 1974
O evidente potencial socioeconômico da região motivava a construção de um aeroporto de grande porte. Em 1974 iniciaram-se as negociações para a liberação de uma excelente área para abrigar o novo local. Um projeto foi elaborado pelo II COMAR (Comando Aéreo Regional) e pela Comissão de Aeroportos da Região Amazônica (COMARA).

### 1978
Pistas e pátio de manobras ficaram prontos em 1978 e, no ano seguinte, o aeroporto estava apto a ser inaugurado. A inauguração estava programada para a ocasião da visita do então presidente da República João Batista de Figueiredo.

### 1980
Informação – Tudo estava organizado para a visita do então presidente João Batista de Figueiredo que estaria na região para inaugurar a Eclusa do Lago de Sobradinho, no dia 27 de junho de 1980 e o novo aeroporto. Apesar de a comitiva presidencial ter feito o primeiro pouso oficial no novo aeroporto, recebendo as instruções de proteção de voo ainda das instalações do aeroporto velho, a sua inauguração não se deu nessa data e o aeroporto permaneceu inativo por mais um ano.

### 1981
Em outubro de 1981, a Infraero recebeu a incumbência de torná-lo operacional e assumiu a sua administração. Havia dois anos que o aeroporto estava concluído, mas o sistema de comunicações e de proteção ao voo ainda não havia sido instalado. No dia 28 de outubro, em solenidade presidida pelo então presidente da Infraero, Tenente-Brigadeiro Protásio Lopes de Oliveira, foi oficialmente inaugurado o novo aeroporto de Petrolina.

### 1984
O aeroporto que havia sido construído para operação dos modernos aviões de transporte, recebeu até 21 de junho de 1984 apenas pequenos aviões particulares e os Bandeirantes da Companhia de Aviação Regional (Nordeste).  Nessa data, um Boeing 737 da Varig, trazendo uma comitiva de altos representantes oficiais, inaugurou a nova fase de linhas comerciais com aviões de grande porte, ligando Petrolina a Recife, São Paulo, Brasília, Belo Horizonte e Rio de Janeiro.

### 1995
Em 1995 foi inaugurado o Terminal de Logística de Carga de Petrolina.

### 2000
A partir de 17 de fevereiro de 2000, o Aeroporto de Petrolina foi habilitado para pousos e decolagens de aeronaves destinadas ao transporte de cargas internacionais e, em 3 de julho, o então vice-presidente da República, Marcos Maciel, alfandegou o aeroporto em caráter extraordinário, por 6 meses, ou seja, atribuiu a ele qualidade de alfândega.

### 2002
Em 1º de julho de 2002, o aeroporto foi alfandegado a título permanente e passou a denominar-se Aeroporto de Petrolina – Senador Nilo Coelho em homenagem a um político brasileiro que foi secretário da fazenda, deputado estadual e federal, governador e senador por Pernambuco.

### 2004
Em 2004 a Infraero realizou várias ações para melhoria do aeroporto: a pista de pouso e decolagem passou a 3.250 metros, apta a receber grandes aviões cargueiros, com capacidade para até 110 toneladas.

### 2010
A partir de 1º de novembro de 2010 o Aeroporto de Petrolina - Senador Nilo Coelho passou a operar 24 horas.

### 2013
Em 2013 houve uma requalificação do terminal de passageiros com ampliações das salas de embarque e desembarque – passando de 307 m² para 788 m² na sala de embarque e de 235 m² para 777 m² na sala de desembarque – e da área de pátio de manobras. Com essa ampliação a capacidade de atendimento passou para um milhão de passageiros por ano.

### 2024
Em setembro de 2024, foi concluída a terceira etapa das obras de ampliação e modernização do Aeroporto de Petrolina – Senador Nilo Coelho, com investimento de R$ 56 milhões pela CCR Aeroportos em parceria com o Governo Federal. A obra incluiu a ampliação da sala de embarque para 1 185 m², instalação de três portões de embarque, canal de inspeção para três equipamentos de raios‑X, reforma das instalações elétricas, implantação de estação de tratamento de esgoto, melhorias nos sistemas de drenagem, iluminação e sinalização do pátio, além da implantação de sistema PAPI na cabeceira 31 e ampliação das posições para aeronaves de cinco para sete. Como parte do projeto, também foi instalada uma escultura de 3 metros representando um trio forrozeiro, elemento associado à cultura regional. A capacidade anual estimada passou a 500 mil passageiros, com movimentação de 262 mil no primeiro semestre de 2024, e cerca de 340 empregos diretos foram gerados durante a execução das obras.

## Cenário atual

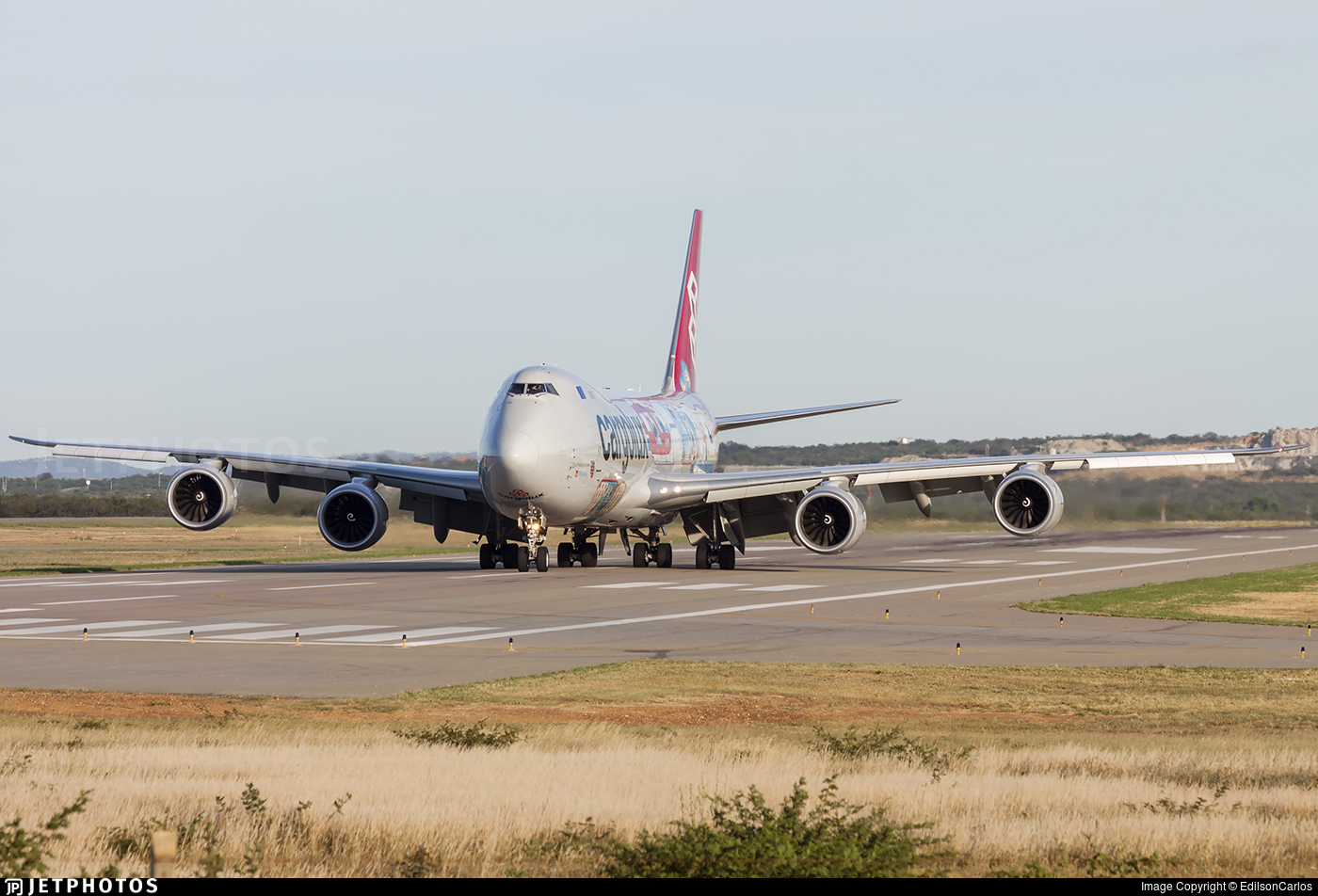
Boeing 747-8R7F da Cargolux, uma das maiores companhias aéreas de transporte de carga do mundo. Em Petrolina oferta um voo semanal com destino a Luxemburgo, no pico da safra de frutas que compreende o segundo semestre de cada ano chega a realizar até 3 voos semanais para destinos na Europa e Africa. A principal carga é manga.

A configuração atual da Navegação Aérea em Petrolina iniciou-se no ano de 2010, e vem a mesma desempenhando satisfatoriamente suas atividades desde o início das operações da TASA, no novo Aeroporto localizado na BR-235, em 1981 e a partir de 1996 com a absorção da TASA pela INFRAERO.
A Navegação Aérea de Petrolina dispõe de
- Coordenação de Navegação Aérea
- Estação de Telecomunicações (ECMB22) que presta o AFIS (Serviço de Informação de Voo de Aeródromo) através de 06 Profissionais de Navegação Aérea – PNA (Operador de Estação Aeronáutica);
- Estação Meteorológica de Superfície (EMS-2/CMA-2) composta por 06 Profissionais de Meteorologia – PMET;
- Sala de Informações Aeronáuticas (AIS), composta por 01 Profissional de Navegação Aérea – PNA (Técnico em Informações Aeronáuticas)

### Pátio de Aeronaves
- 3.339 metros²

### Estacionamento de Aeronaves
- 5 Aviação de Carga
- 2 Aviação Regular
- 6 Aviação Geral

## Importância estratégica
A região Petrolina-Juazeiro encontra-se em posição privilegiada, devido ao fato de ser equidistante das sedes das regiões metropolitanas de Recife, Salvador e Fortaleza. Esta localização lhe proporciona uma função articuladora entre estas metrópoles e capitais regionais. E com relação ao tráfego aéreo, estão disponibilizados em Petrolina um radar instalado no DTCEA-PL, os auxílios rádio, VOR-DME, NDB e uma Estação de Comunicação VHF, uma estação meteorológica convencional e uma automática principal e uma reserva, prontas para entrar em operação, como equipamentos que operam no intuito de proporcionar as melhores condições possíveis para segurança do voo na região.